# もずくん
もずくんとは、2002年10月30日に発表された田村淳（ロンドンブーツ1号2号）のシングル、およびその中で歌われているもずくのキャラクターである。作詞作曲も本人が手がけた。

## 概要
日本テレビ系『ロンブー龍』にて、第2の『おさかな天国』を目指すという企画から『もずくん』とそのテーマソングを製作。プロモーション活動を行った。
『それいけ!アンパンマン』にも出演。声優は田村淳本人（名義はひらがなのたむらあつし）。『うたばん』にも出演し、錦野旦とコラボレーションを組んだこともあった。

## 収録曲
1. もずくん
  - 作詞・作曲:たむらあつし 編曲:いずみかずや
2. もずくん　ダンス　あつしナビバージョン
3. もずくん　HKカラオケ
4. もずくん　カラオケ